# Carroll Timothy O'Meara
Pour les articles homonymes, voir O'Meara.
Carroll Timothy O'Meara, né le 22 avril 1943 à Sherman Oaks (Californie) et mort le 16 mai 2007 à Chatsworth, est un monteur américain. 

## Biographie
Il commence à travailler dans le cinéma en 1974 en tant qu'assistant au montage et devient monteur à part entière à partir de 1978. En 1980, il est nommé à l'Oscar du meilleur montage pour The Rose. En 1983, il remporte l'Emmy Award du meilleur montage pour une minisérie ou un téléfilm pour Les oiseaux se cachent pour mourir. Il meurt le 16 mai 2007 à l'âge de 64 ans.

## Filmographie
- 1978 : American Party, de John Milius
- 1979 : The Rose, de Mark Rydell
- 1979 : Going in Style, de Martin Brest
- 1982 : Conan le Barbare, de John Milius
- 1983 : Les oiseaux se cachent pour mourir (parties 3 et 4), de Daryl Duke
- 1984 : Starfighter, de Nick Castle
- 1985 : Les Aventuriers de la 4e dimension, de Jonathan R. Betuel
- 1986 : Le Grand Défi, de David Anspaugh
- 1988 : L'Adieu au roi, de John Milius
- 1989 : Une journée de fous, de Howard Zieff
- 1990 : Flashback, de Franco Amurri
- 1991 : Le Vol de l'Intruder, de John Milius
- 1991 : Un privé en escarpins, de Jeff Kanew
- 1995 : La Colo des gourmands, de Steven Brill
- 1996 : Pleine lune, d'Eric Red
- 1999 : Diamonds, de John Mallory Asher
- 2001 : Beethoven 4, de David M. Evans